# Dekonstruktivismus (Architektur)

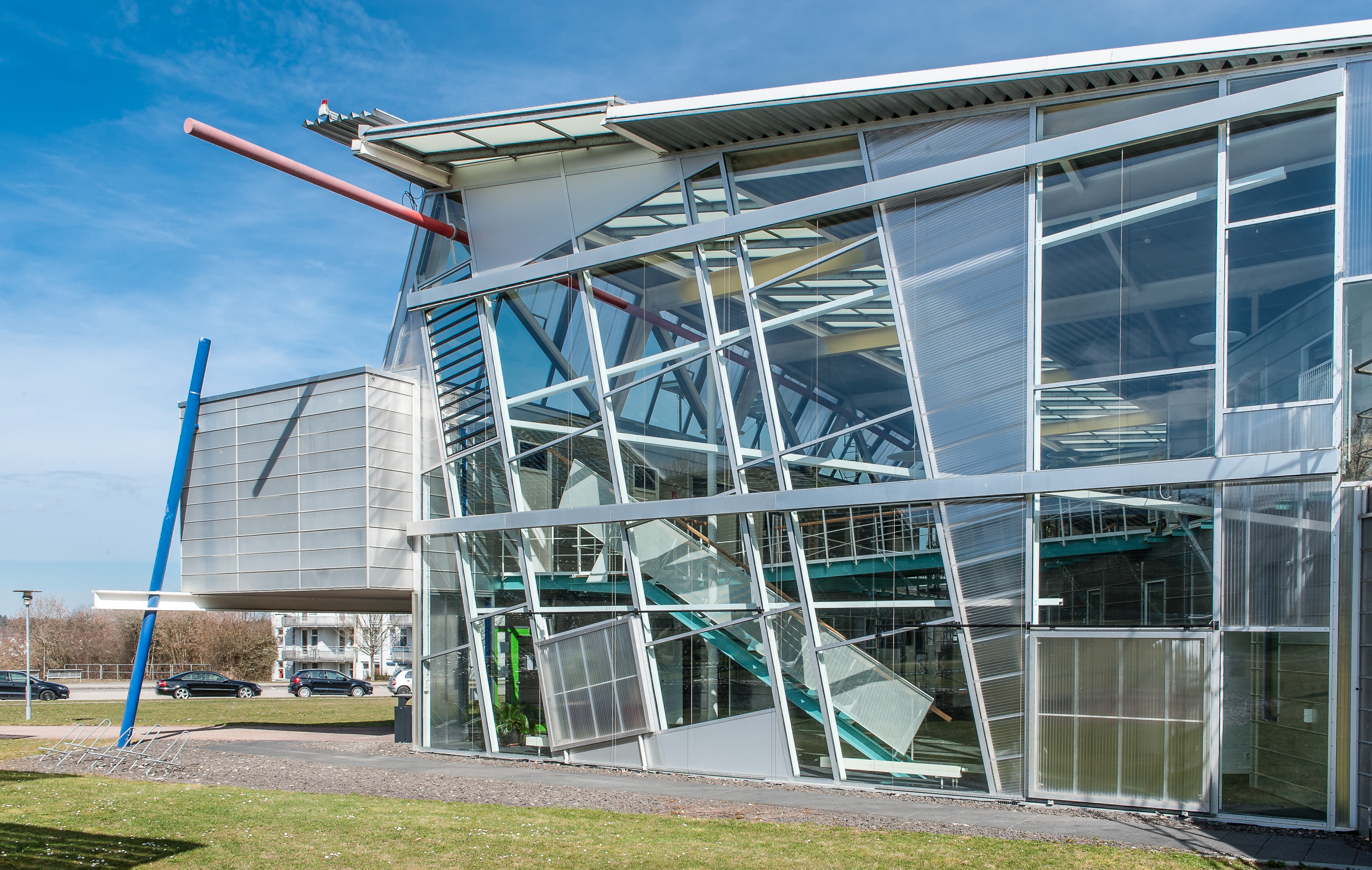
Hysolar-Institut an der Universität Stuttgart, 1987

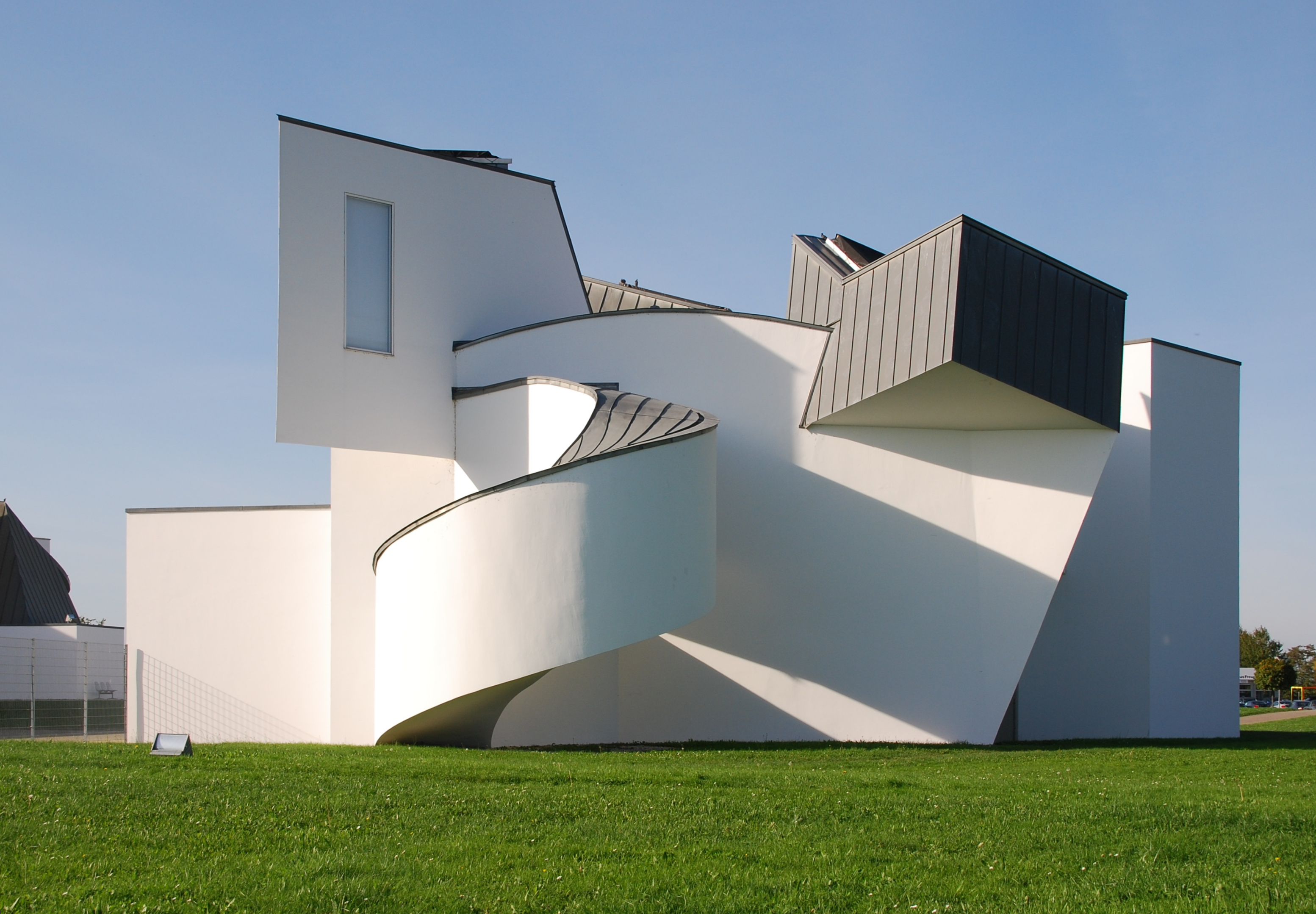
Vitra Design Museum in Weil am Rhein (Baujahr 1989)

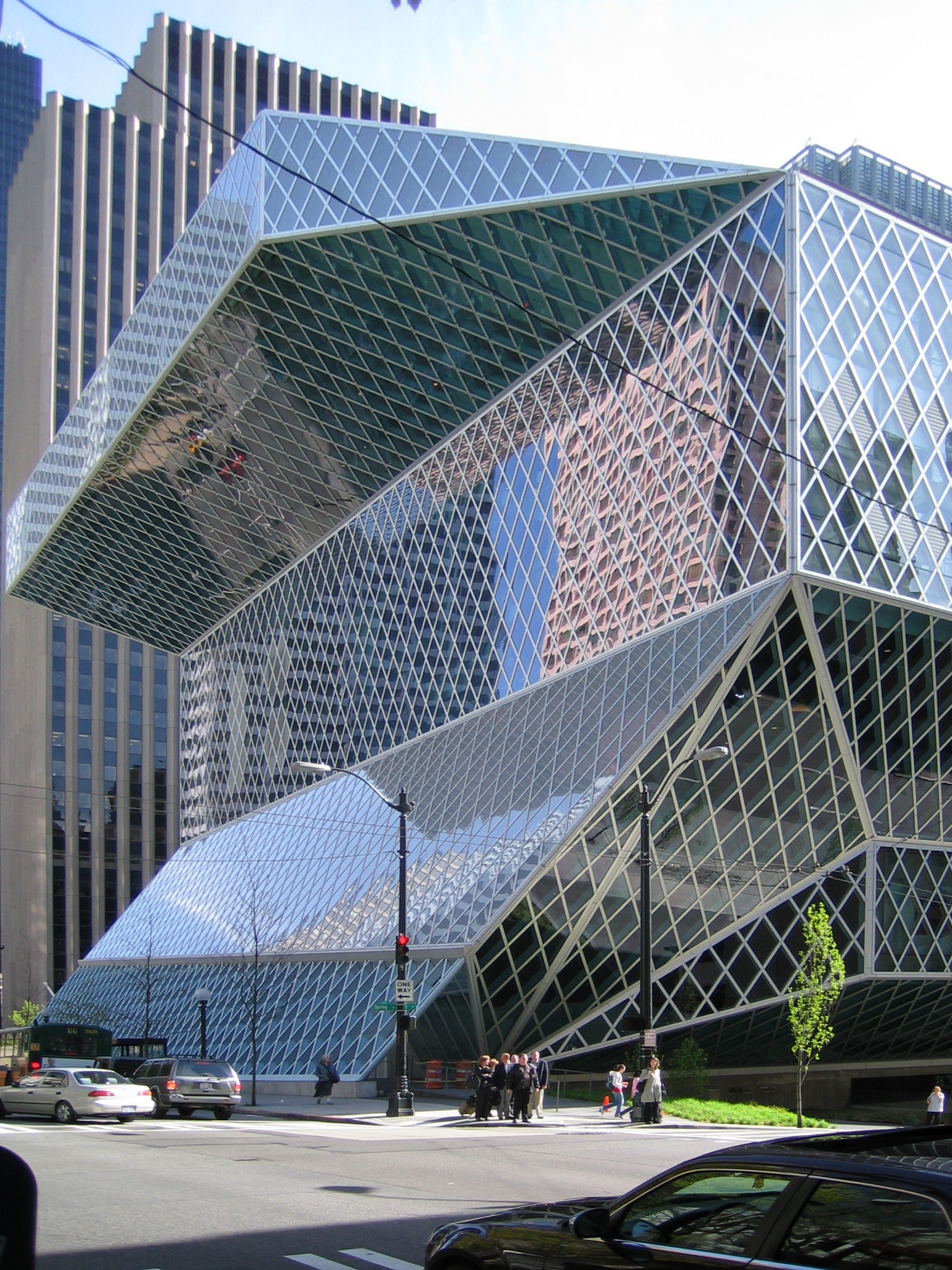
Seattle Central Library (Rem Koolhaas und Joshua Prince-Ramus)

Dekonstruktivismus ist eine architektonische Stilrichtung, die den Anspruch einer Ablösung der Postmoderne erhebt. In Anlehnung an die Dekonstruktion Jacques Derridas sollen in der Architektur Struktur und Form simultan einer Destruktion und einer erneuten Konstruktion unterzogen werden.

## Entwicklung und Entstehung
Der Begriff Dekonstruktivismus als eine Bewegung in der Architektur hat seinen Beginn wohl nicht erst mit der 1988 von Philip Johnson, Heiko Herden und Mark Wigley inszenierten Ausstellung „Deconstructivist Architecture“ im Museum of Modern Art in New York gehabt, in der Werke von sieben Architekten gezeigt wurden: Frank Gehry, Daniel Libeskind, Rem Koolhaas, Peter Eisenman, Zaha Hadid, Coop Himmelb(l)au und Bernard Tschumi. Die Entwicklung hin zu dieser Stilrichtung begann etwa zehn Jahre zuvor mit dem Wohnhaus von Frank Gehry in Santa Monica, das als das erste dekonstruktivistische Bauwerk gilt.
In der Architektur ging (und geht) es gewissermaßen immer um die Organisation des die Funktion gewährleistenden, die Ästhetik bestimmenden und durch die Tektonik definierten Verhältnisses von Tragen und Lasten. Es ging in der Konsequenz daher nicht selten darum, Gebäude im Rückgriff auf einfache geometrische Körper (Würfel, Zylinder, Kugel, Pyramide, Kegel usw.) zu konstruieren. Abweichungen von den Werten der Harmonie, Einheit und Stabilität wurden von der Struktur abgelöst und als Ornament behandelt. Zu Beginn des 20. Jahrhunderts brach die russische Avantgarde mit den klassischen Regeln der Komposition und benutzte reine Formen, um schiefe geometrische Kompositionen zu schaffen. Wladimir Tatlin und die Brüder Wesnin versuchten, dies auch auf die Architektur zu übertragen, kehrten aber im endgültigen Entwurfsstadium immer wieder zu stabilen Formen zurück. An dieser Stelle setzt dekonstruktive Architektur an. Sie möchte die Struktur offenlegen, sie aufbrechen und ihre Instabilität sichtbar werden lassen. Aus diesem Grund ist auch der Begriff des Dekonstruktivismus unglücklich gewählt, denn es geht dabei nicht um die De-Konstruktion von Architektur, sondern um das Deutlichmachen des atektonischen Moments dieser Bauten.

„Ein dekonstruktiver Architekt ist deshalb nicht jemand, der Gebäude demontiert, sondern jemand, der den Gebäuden inhärente Probleme lokalisiert. Der dekonstruktive Architekt behandelt die reinen Formen der architektonischen Tradition wie ein Psychiater seine Patienten – er stellt die Symptome einer verdrängten Unreinheit fest. Diese Unreinheit wird durch eine Kombination von sanfter Schmeichelei und gewalttätiger Folter an die Oberfläche geholt: Die Form wird verhört.“

Jacques Derrida und Peter Eisenman arbeiteten eine Zeit lang an verschiedenen Projekten zusammen und führten einen Dialog, der letztlich in einem großen Streit auseinanderging (der Streit, dokumentiert in der Form eines Briefwechsels, findet sich in: Eisenman 1995). Heute besteht außer der Namensgleichheit und einer eher oberflächlichen Ähnlichkeit der Praxis keine wirkliche Verbindung zwischen der Dekonstruktion in der Philosophie und Literaturwissenschaft und dem Dekonstruktivismus in der Architektur.

## Beispielhafte Bauwerke
- Dachausbau des Hauses Falkestraße 6 von Coop Himmelb(l)au, 1983–1988
- Steinhaus in Steindorf von Günther Domenig,[3] 1986–2001
- Hysolar-Institut in Stuttgart von Günter Behnisch, 1987
- Vitra Design Museum von Frank O. Gehry, 1989
- Feuerwehrhaus der Designfirma Vitra in Weil am Rhein von Zaha Hadid, 1991–1993
- Museo Guggenheim Bilbao von Frank O. Gehry, 1991–1997
- Jüdisches Museum in Berlin von Daniel Libeskind, 1993–1999
- Felix-Nussbaum-Haus in Osnabrück von Daniel Libeskind, 1995–1998
- Neuer Zollhof in Düsseldorf von Frank O. Gehry, 1997–1999
- Ufa-Kristallpalast von Coop Himmelb(l)au, 1997–1998
- Museum MARTa Herford von Frank O. Gehry, 2001–2005
- BMW Welt von Coop Himmelb(l)au, 2003–2007
- Neue Synagoge Mainz von Manuel Herz, 2008–2010
- Fondation Louis Vuitton in Paris von Frank O. Gehry, 2008–2014
- Tour Majunga bei Paris von Jean-Paul Viguier, 2011–2014
- Haus der Musik in Aalborg von Coop Himmelb(l)au, 2010–2014
- 8 Spruce Street in New York City, auch bekannt als Beekman Tower, von Frank O. Gehry
- LUMA Arles Tower in Arles von Frank O. Gehry, 2021

## Galerie

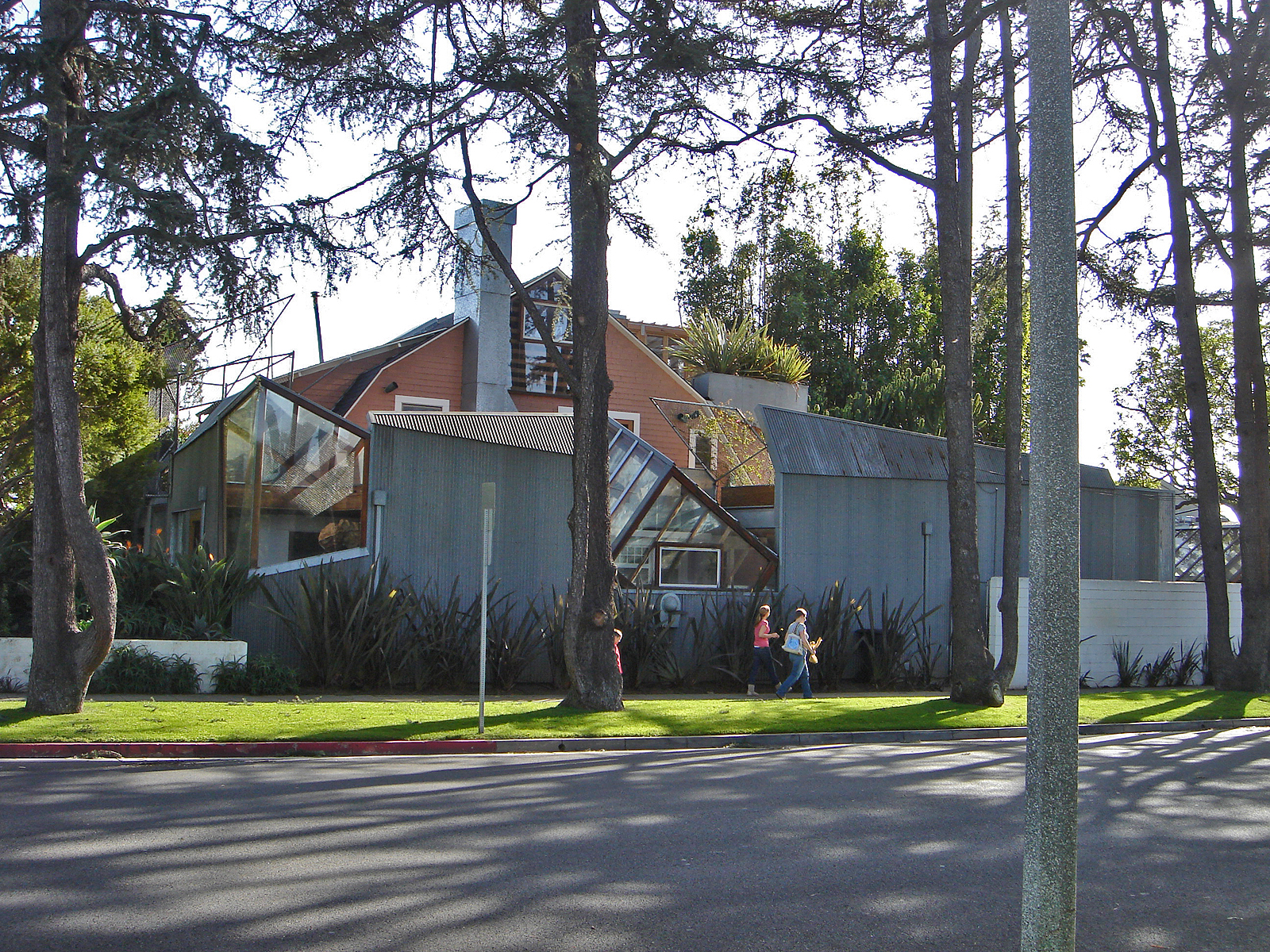
Gehrys Wohnhaus, Santa Monica
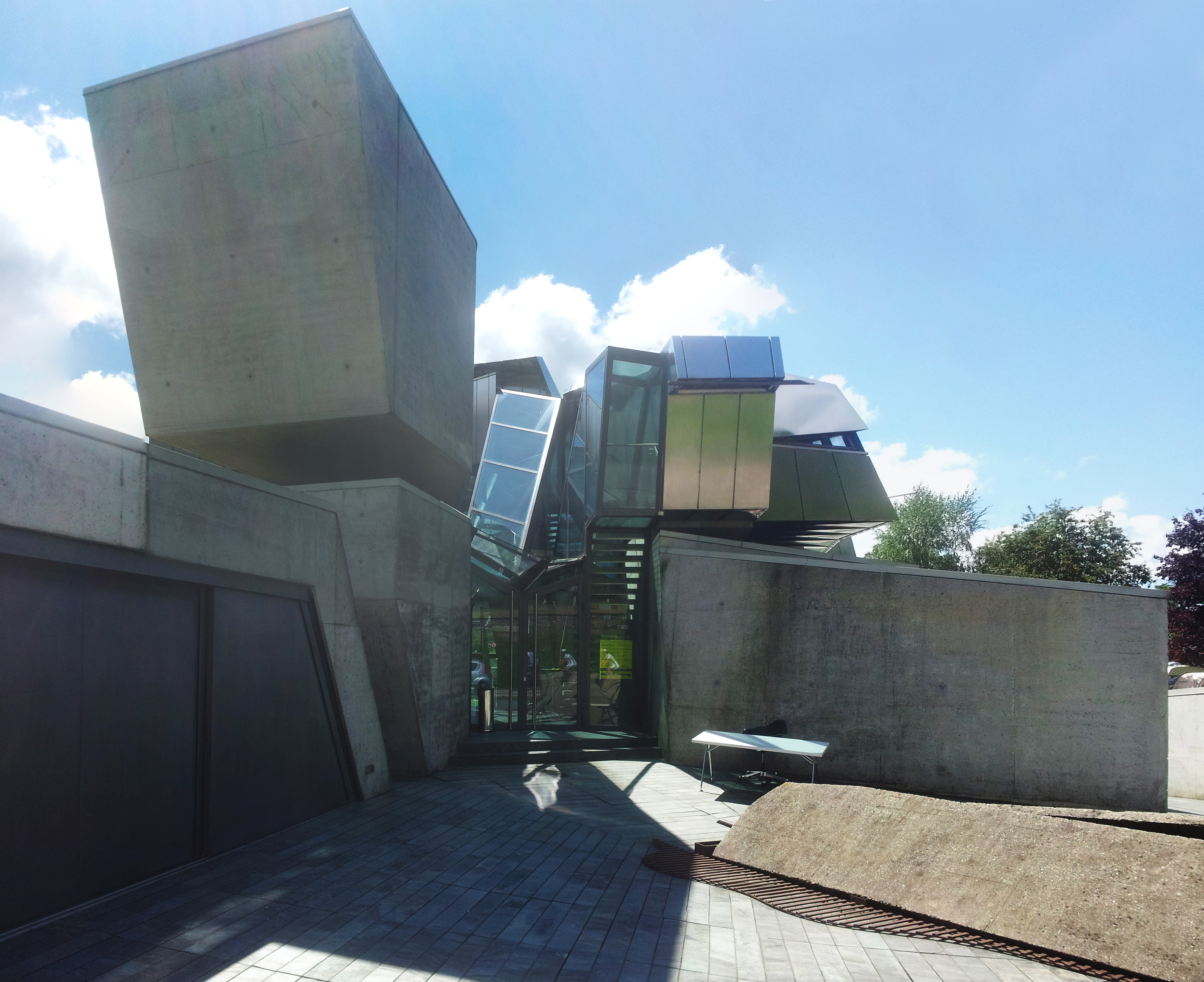
Günther Domenigs Steinhaus am Ossiachersee
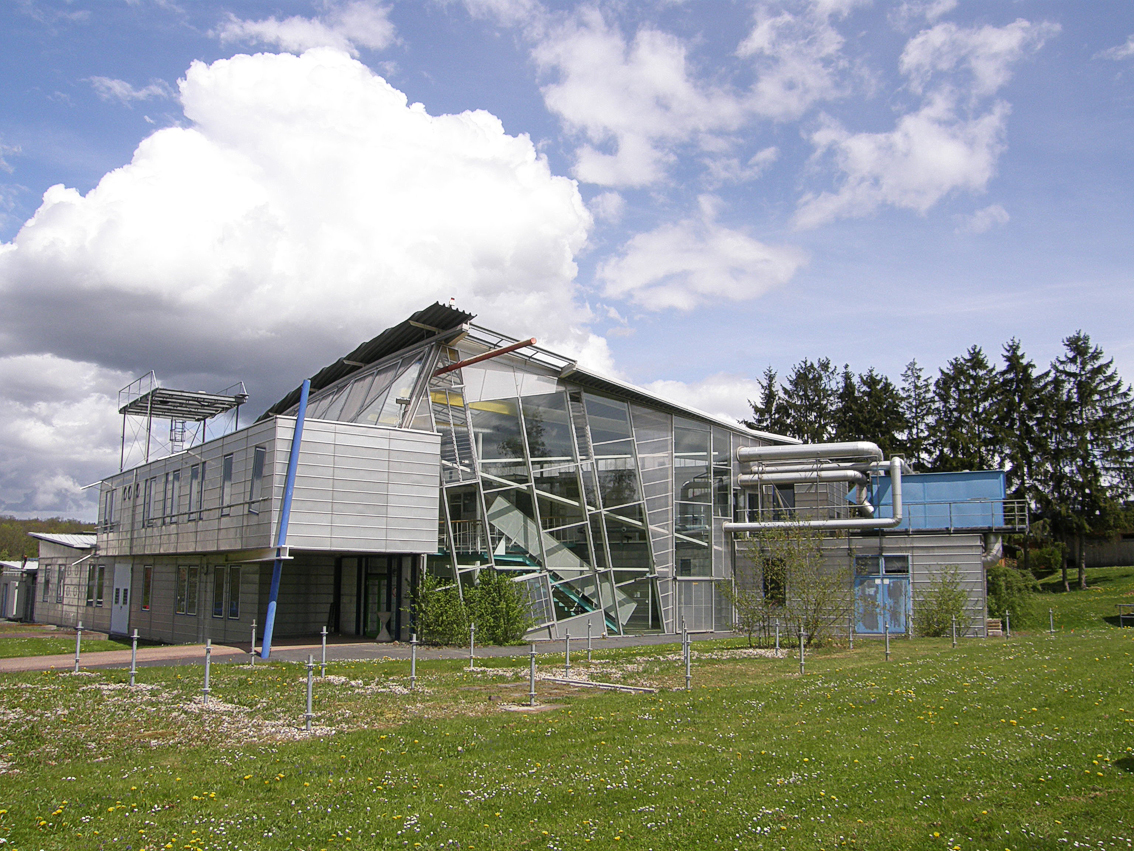
Hysolar-Haus, Universität Stuttgart
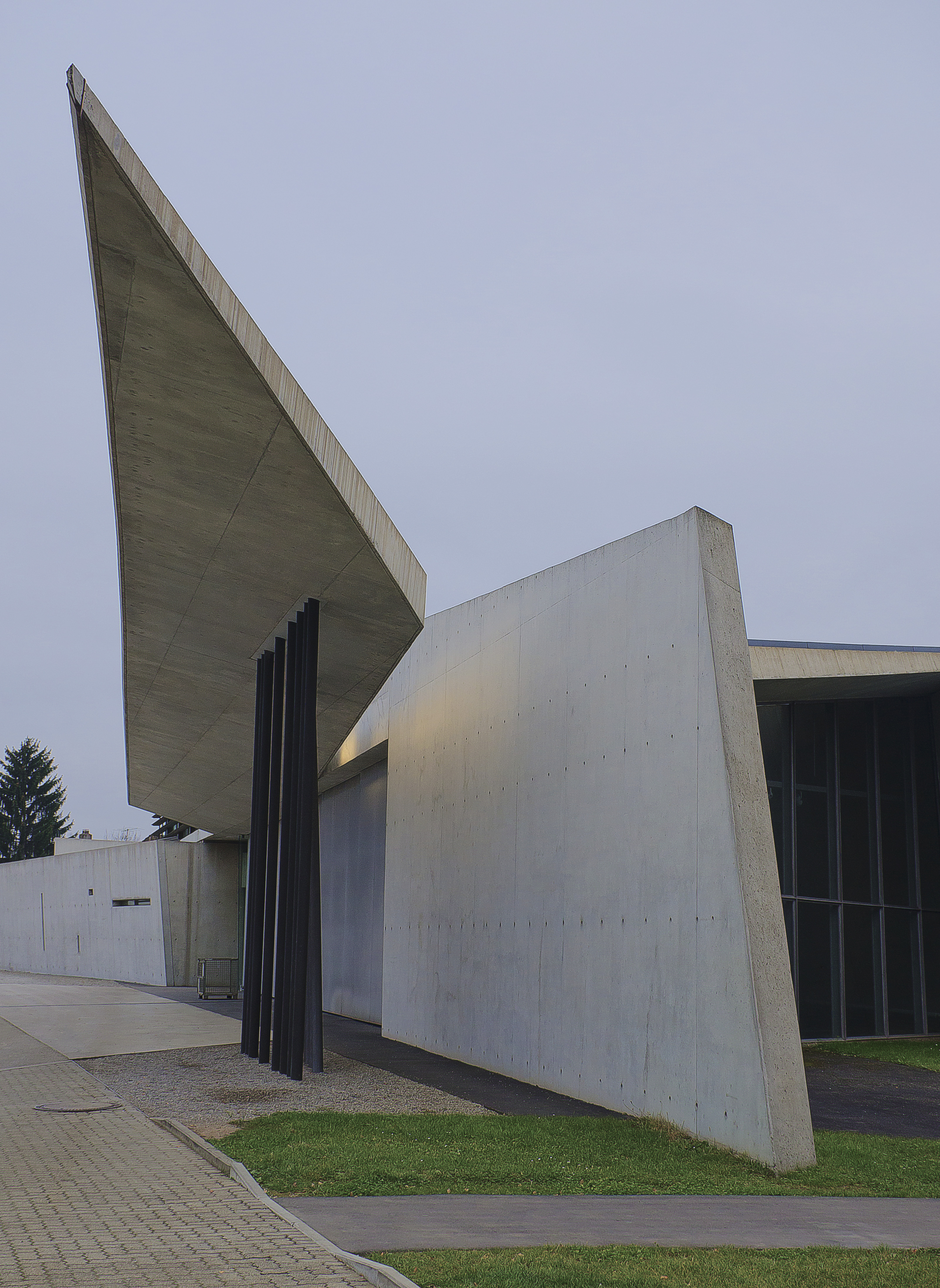
Feuerwehrhaus der Vitra Design, Weil am Rhein
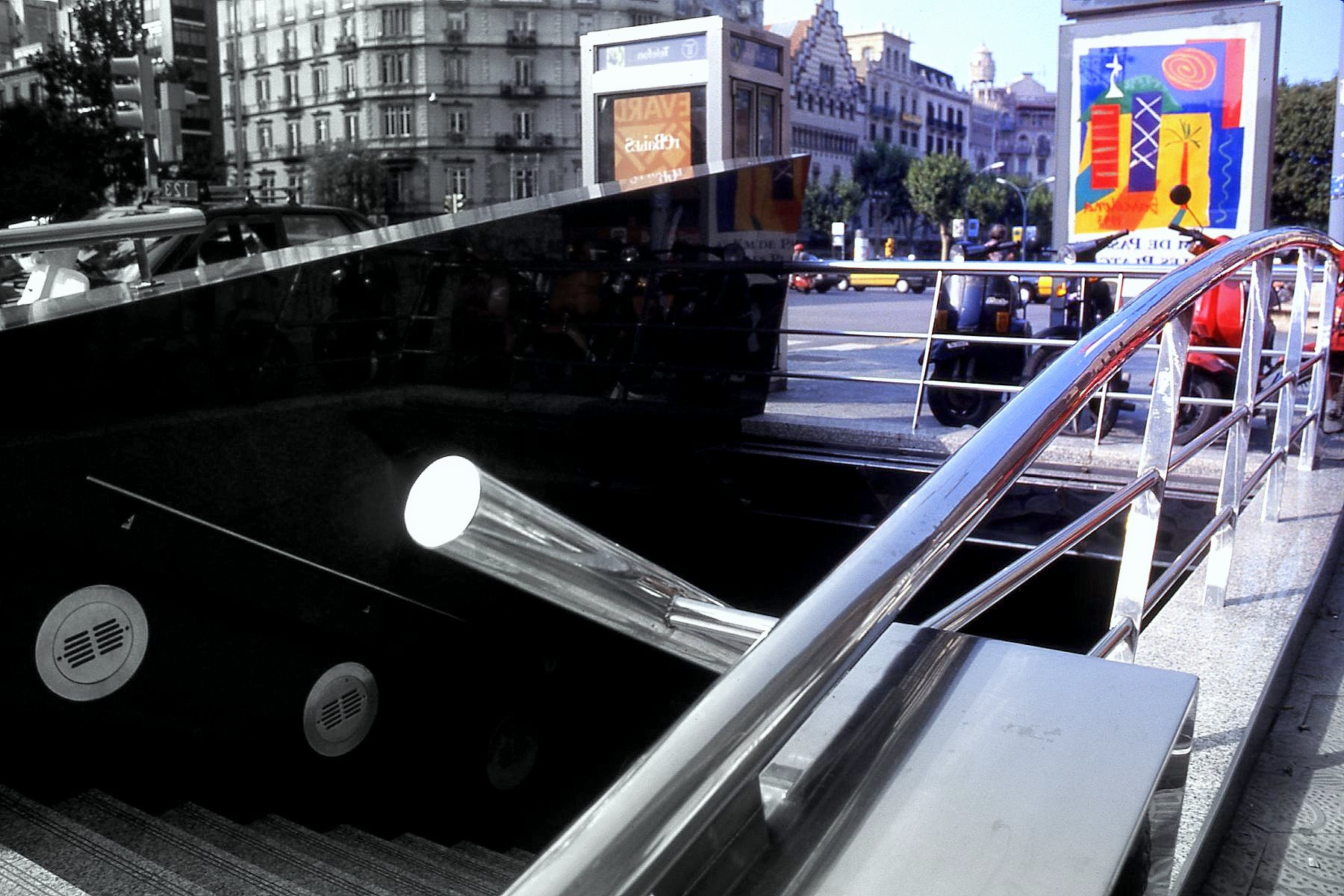
Paseo de Gracia Station Barcelona (1991) Daniel Navas, Neus Solé. Arch.
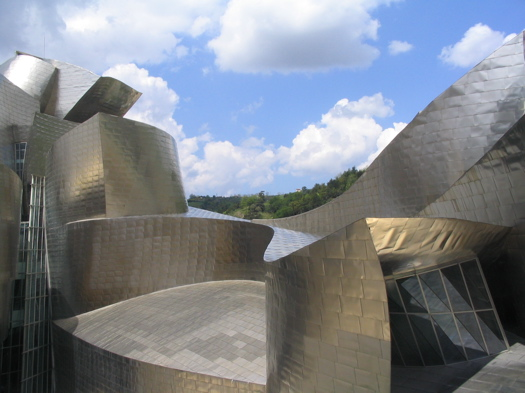
Fassade des Museo Guggenheim Bilbao (Frank Gehry – Baujahr 1997)
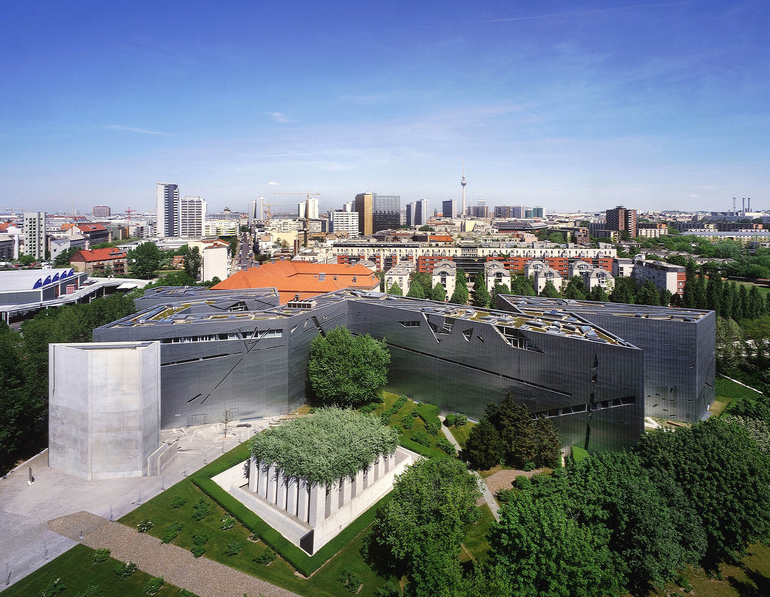
Jüdisches Museum, Berlin
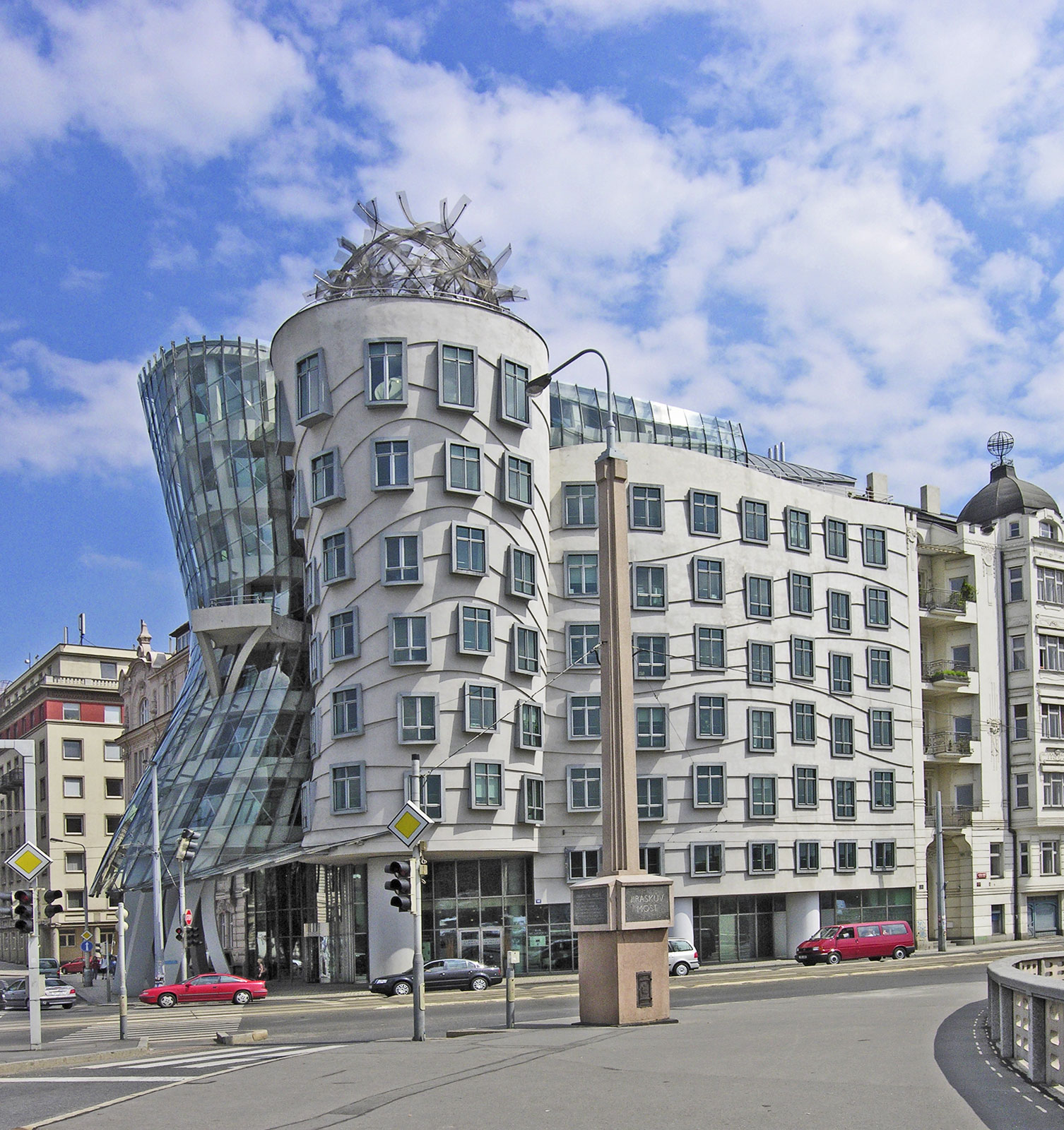
Tanzendes Haus, Prag (Milunić/Gehry)
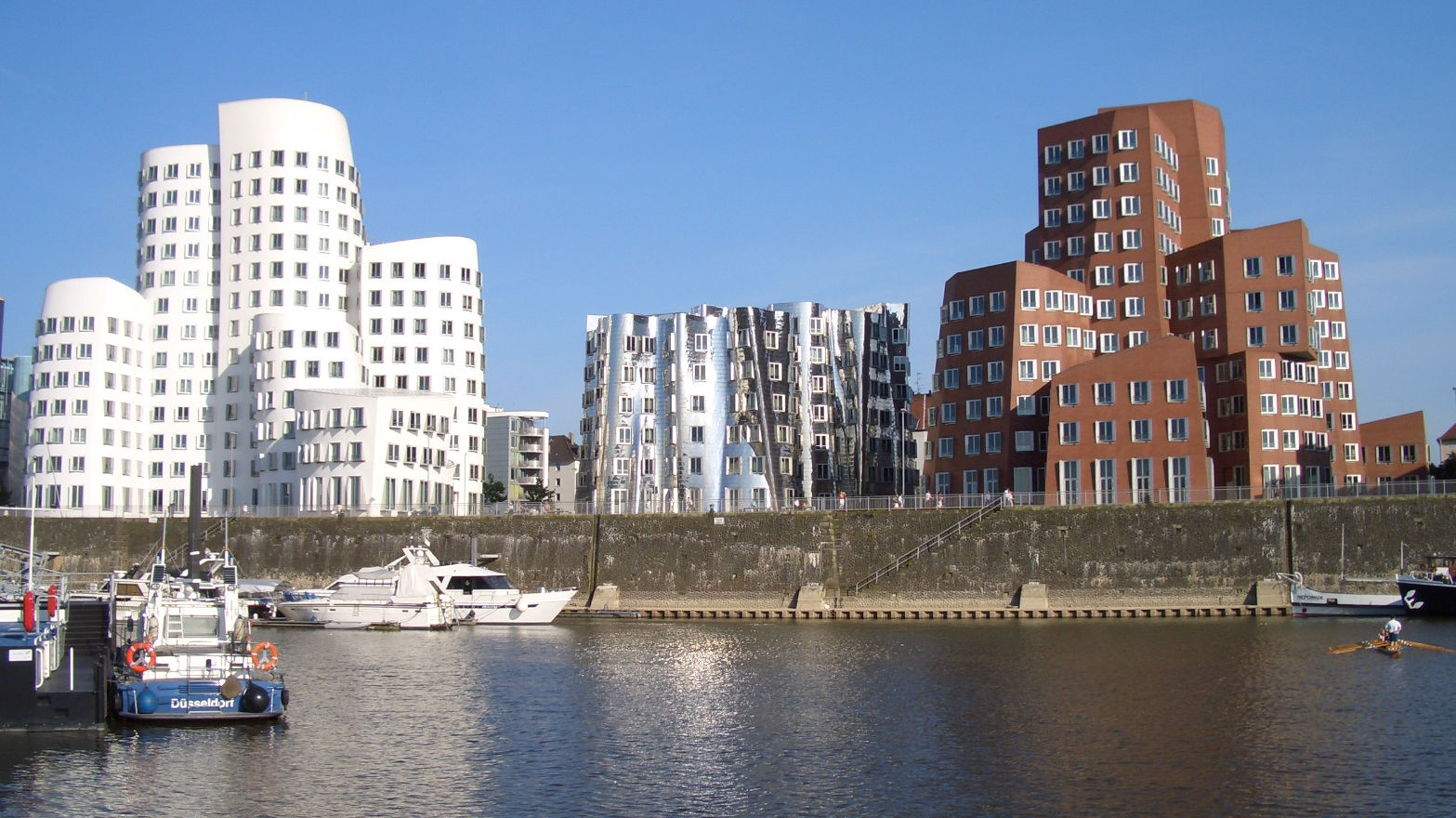
Neuer Zollhof, Düsseldorf
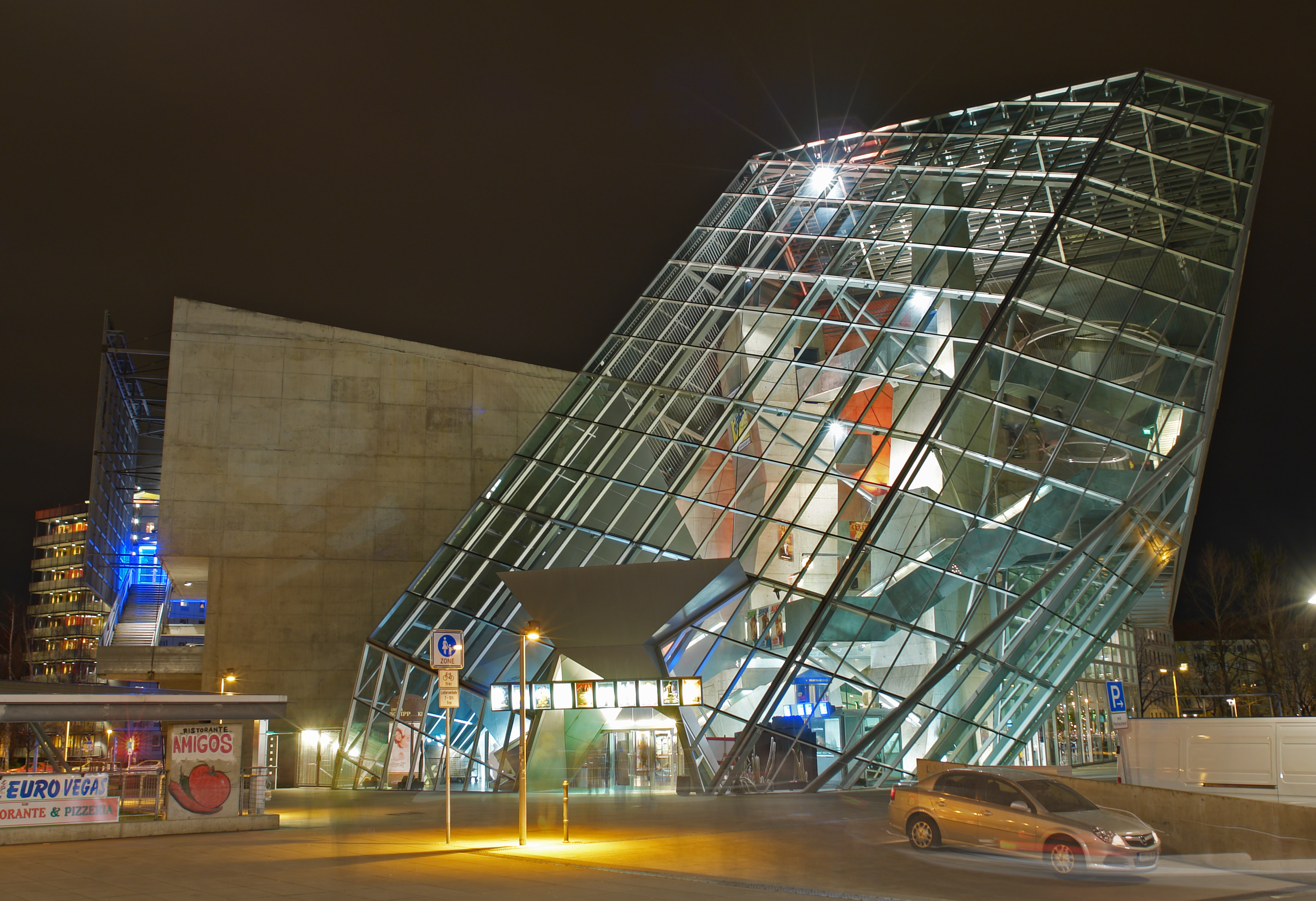
Der Ufa-Kristallpalast in Dresden (Coop Himmelb(l)au – Baujahr 1998)
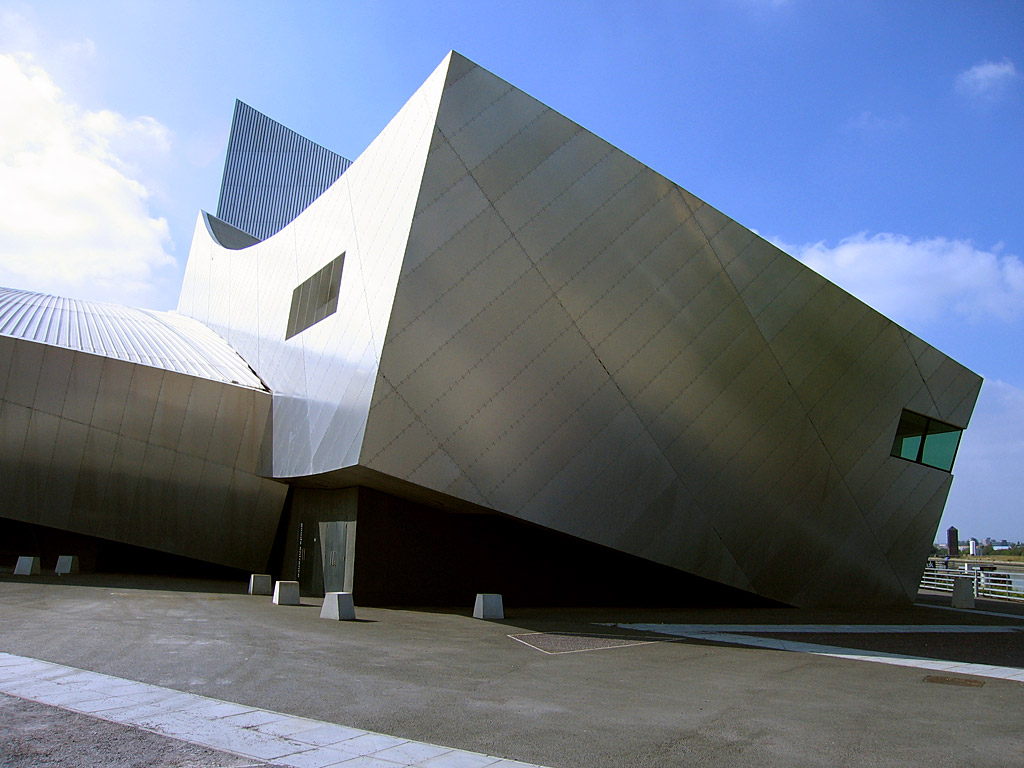
Libeskinds Imperial War Museum North in Manchester
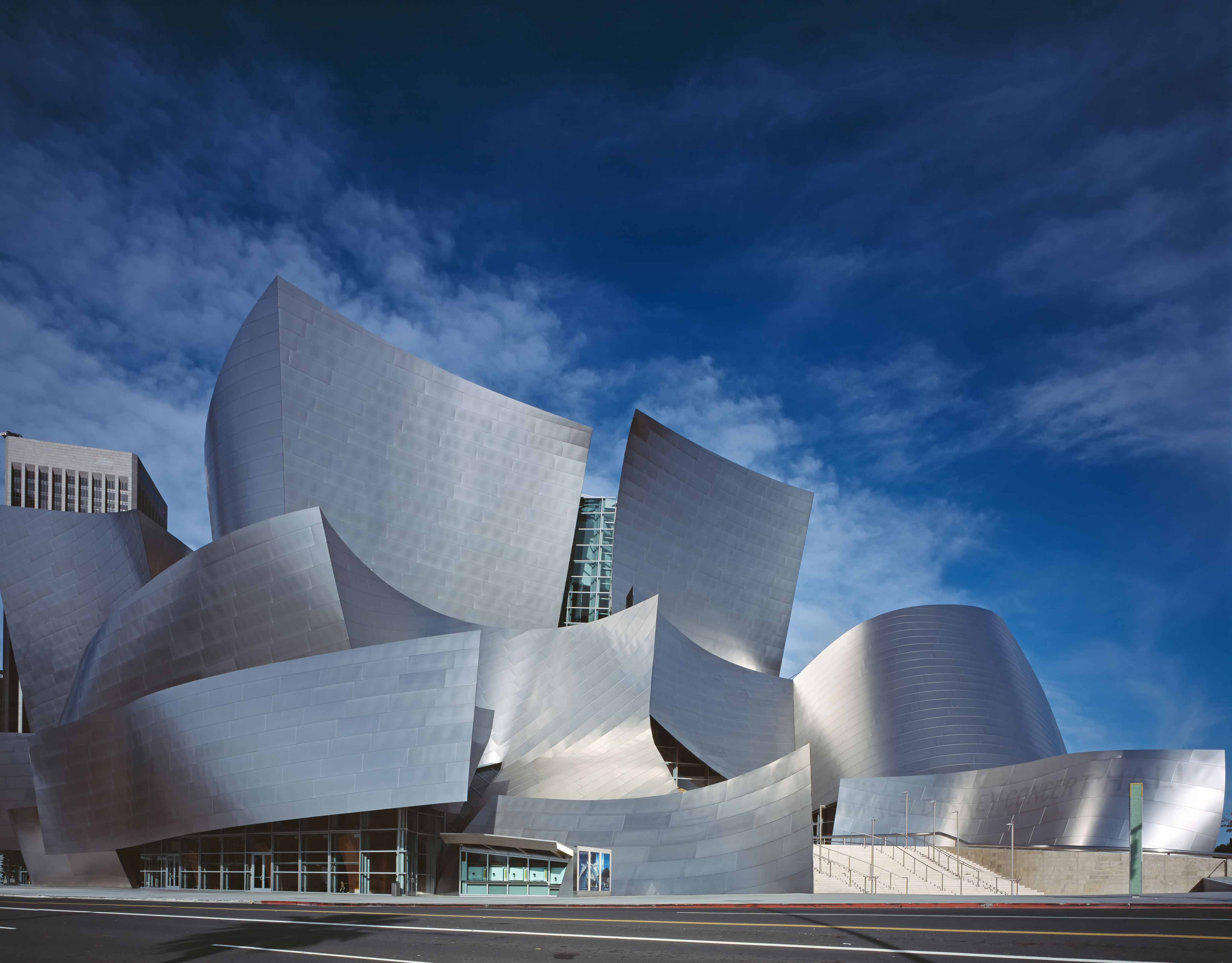
Frank Gehrys Walt Disney Concert Hall in Los Angeles (Baujahr 2003)
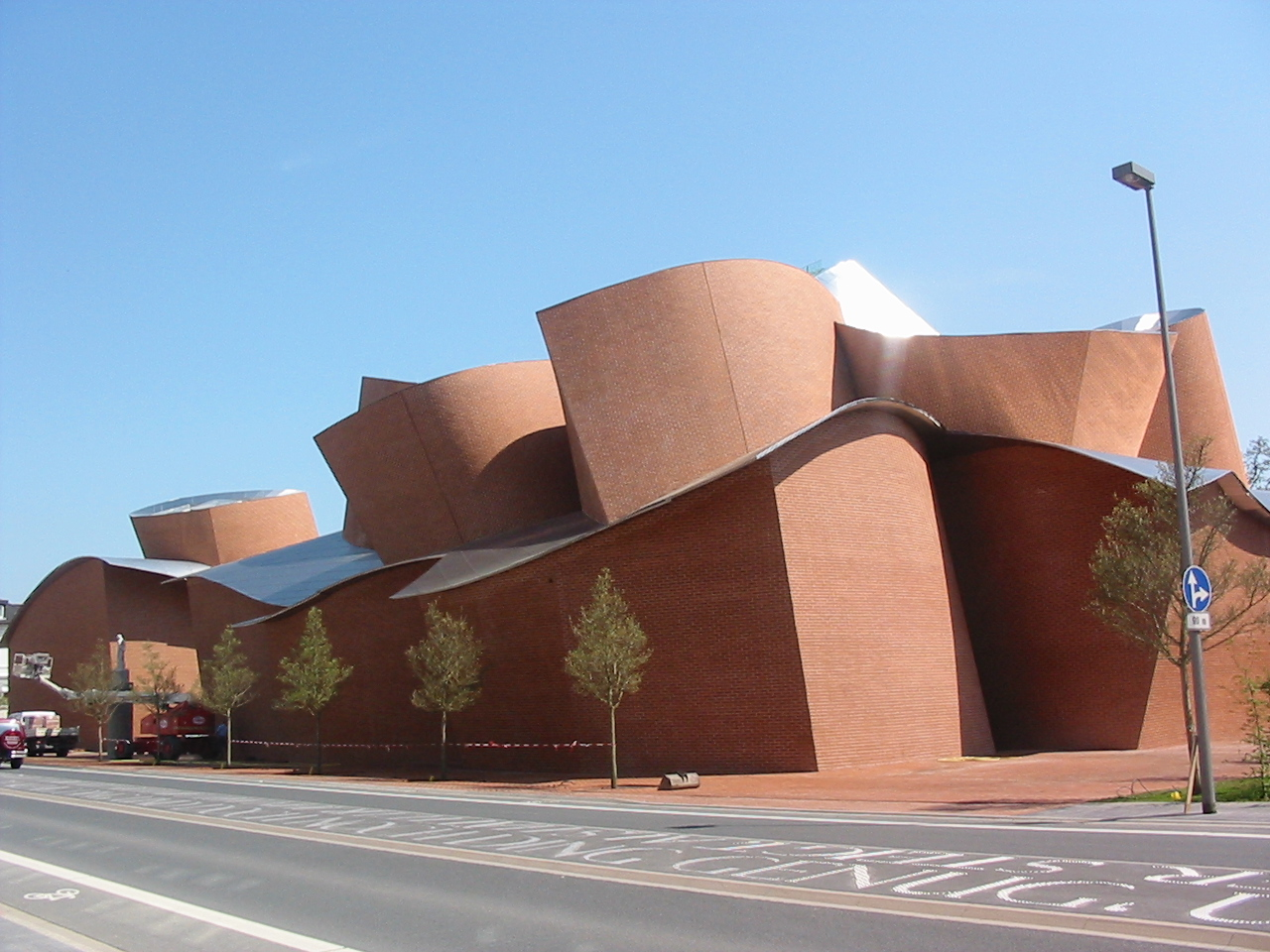
MARTa Herford
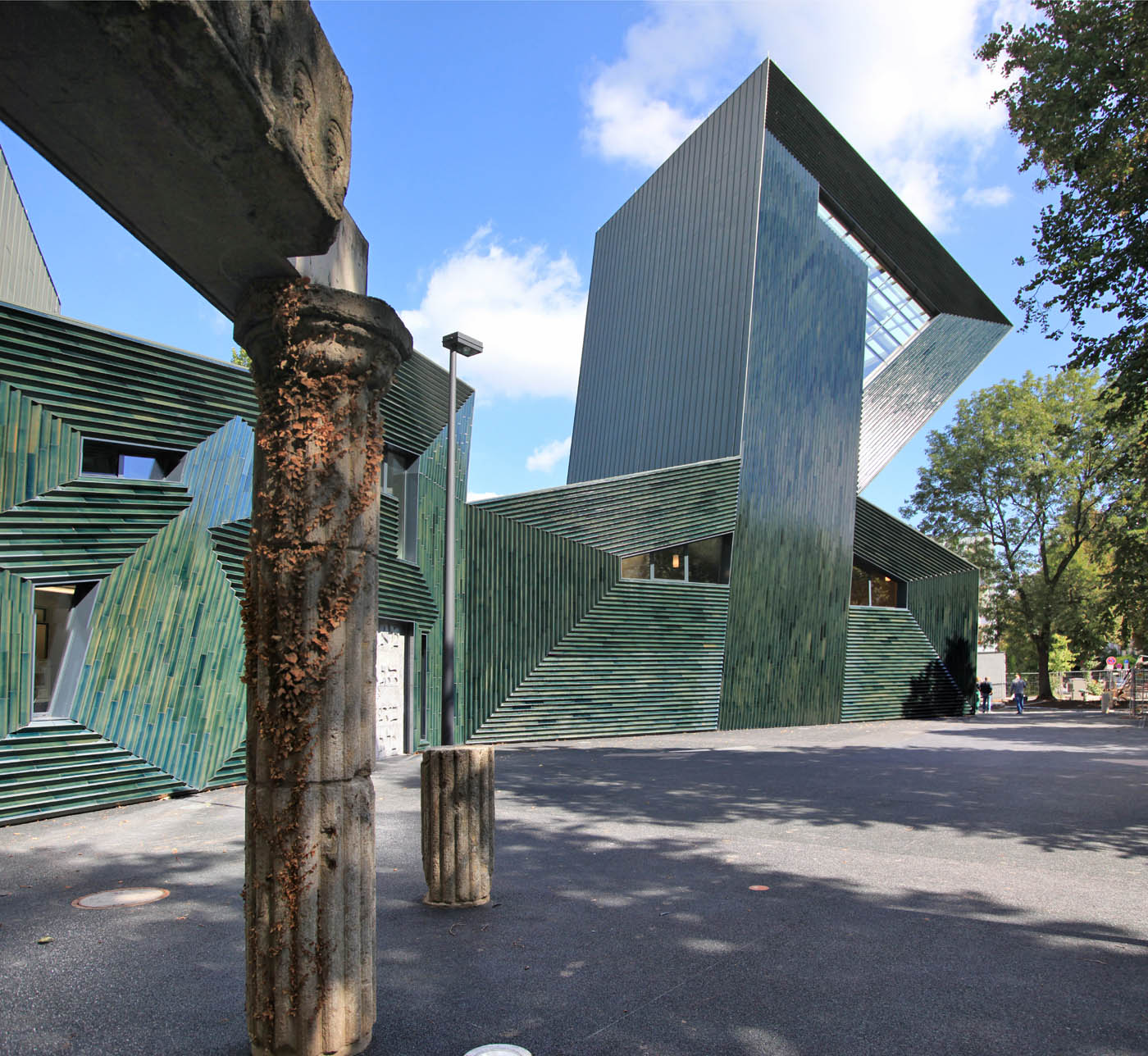
Synagoge Mainz
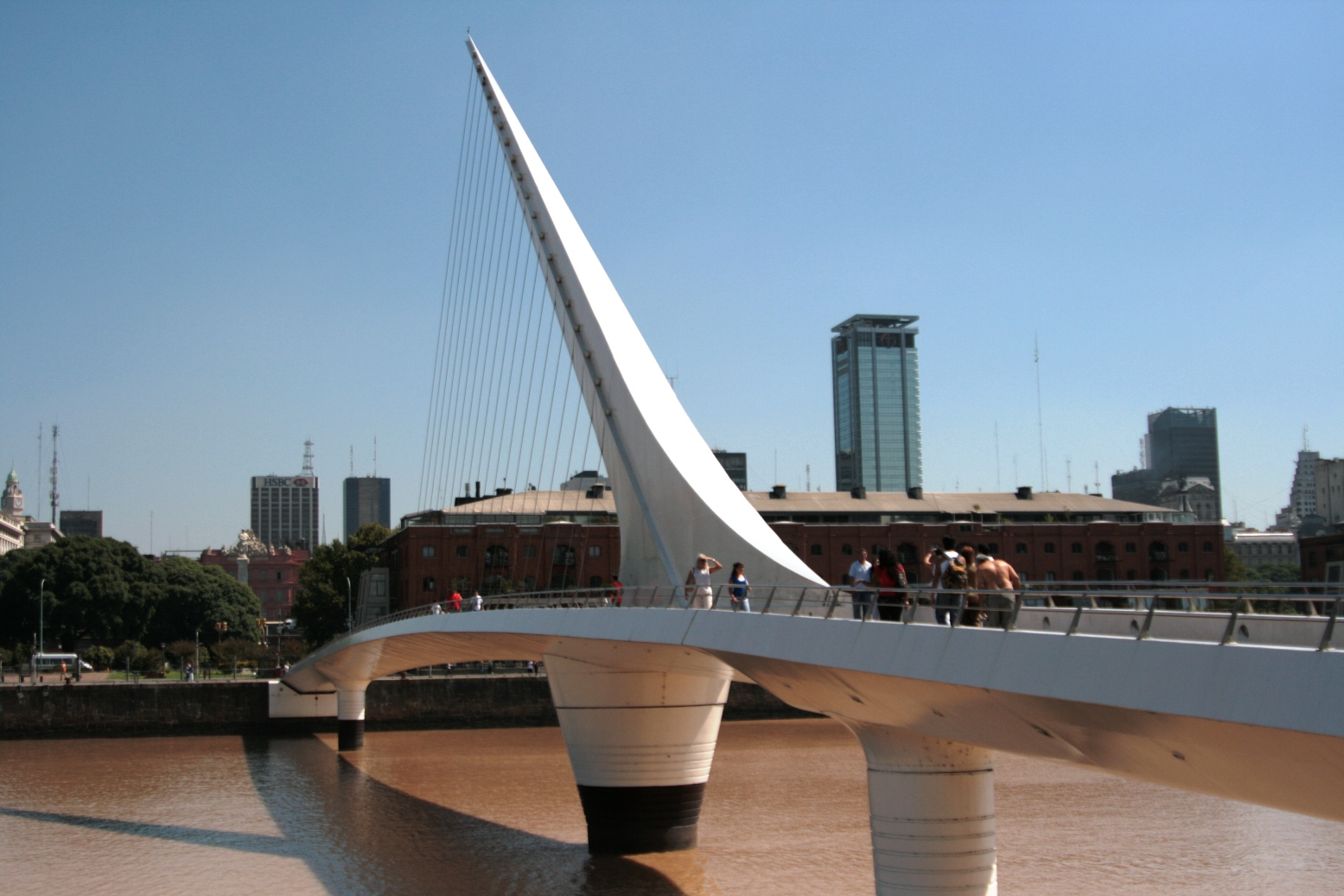
Puente de la mujer in Buenos Aires (2001), Santiago Calatrava